# Comuna Ridkiv, Radîvîliv
Ridkiv (în ucraineană Рідків) este o comună în raionul Radîvîliv, regiunea Rivne, Ucraina, formată din satele Mîtnîțea, Nova Mîtnîțea și Ridkiv (reședința).

## Demografie
Componența lingvistică a comunei Ridkiv
     Ucraineană (99,24%)
     Alte limbi (0,66%)
Conform recensământului din 2001, majoritatea populației comunei Ridkiv era vorbitoare de ucraineană (99,24%), existând în minoritate și vorbitori de alte limbi.